# Scilla gracillima
Scilla gracillima là một loài thực vật có hoa trong họ Măng tây. Loài này được Engl. miêu tả khoa học đầu tiên năm 1895.